# Avenge But One of My Two Eyes
Nekam achat mishtey eynay (hebräisch נקם־אחת משתי עיני Nekam-ʾachat mischte enai; internationaler Titel: Avenge But One of My Two Eyes) ist ein Dokumentarfilm des israelischen Regisseurs Avi Mograbi aus dem Jahr 2005. der Titel ist der Hebräischen Bibel entnommen (Ri 16,28 ).
Mograbi nahm die anlässlich von Selbstmordattentaten stattfindende Diskussion über die „Kultur des Todes“ im Islam zum Anlass, über die Kultur des Todes in seiner eigenen Kultur nachzudenken.
Der Film kombiniert mehrere Ebenen der Darstellung. Er zeigt die Schikanen und Demütigungen, denen die Palästinenser ausgesetzt sind, die Beschwörung des jüdischen Martyriums in Masada, den Kult um den biblischen Helden Samson, dessen Heroismus, der Kindern in der Schule nahegebracht wird, aber auch die Aktivitäten von Friedensaktivisten.
In dem Film ist der Regisseur bei einem langen Telefongespräch mit einem Palästinenser in der damals (2002) belagerten Stadt Betlehem zu sehen. In ihm wird die Verzweiflung der Menschen deutlich, denen das Leben nicht mehr viel wert zu sein scheint.
Mograbi zeigt auch ein Konzert der rechtsextremen Kach und Kahane Chai, bei dem zur Rache aufgerufen wird. Es handelt sich um eine rassistische, offiziell verbotene Organisation, deren Veranstaltung dennoch offen und unter staatlichem Schutz stattfand.
Avenge but one of my two eyes ist ein polemischer Film, der nicht vorgibt, objektiv zu sein, und zur Diskussion anregen möchte.

## Filmfestspiele
Der Film wurde erstmals im Mai 2005 bei den Internationalen Filmfestspielen von Cannes gezeigt, Anfang Juli auf drei weiteren französischen Filmfestivals und hatte am 14. Juli 2005 in Israel Premiere. Er erhielt 2006 den DOEN-Award von Amnesty International.